# Olimpiai bajnok gyorskorcsolyázók listája
Az alábbiakban a gyorskorcsolyázás olimpiai bajnokait ismertetjük. A gyorskorcsolya az első téli olimpia, 1924 óta műsoron van, de a nők csak 1960-ban kapcsolódtak be a küzdelmekbe. A rövidpályás gyorskorcsolyázás olimpiai bajnokairól külön összeállítás készült.

## Férfiak

### 500 m, 1000 m, 1500 m
| Év, helyszín                | 500 m                       | 500 m                 | 1000 m            | 1000 m      | 1500 m                          | 1500 m                    |
| --------------------------- | --------------------------- | --------------------- | ----------------- | ----------- | ------------------------------- | ------------------------- |
| 1924 Chamonix               | Charles Jewtraw             | USA                   |                   |             | Clas Thunberg                   | Finnország                |
| 1928 St. Moritz             | Clas Thunberg Bernt Evensen | Finnország · Norvégia |                   |             | Clas Thunberg                   | Finnország                |
| 1932 Lake Placid            | John Amos Shea              | USA                   |                   |             | John Amos Shea                  | USA                       |
| 1936 Garmisch-Partenkirchen | Ivar Ballangrud             | Norvégia              |                   |             | Charles Mathiesen               | Norvégia                  |
| 1948 St. Moritz             | Finn Helgesen               | Norvégia              |                   |             | Sverre Farstad                  | Norvégia                  |
| 1952 Oslo                   | Kenneth Henri               | USA                   |                   |             | Hjalmar Andersen                | Norvégia                  |
| 1956 Cortina d’Ampezzo      | Jevgenyij Grisin            | Szovjetunió           |                   |             | Jevgenyij Grisin Jurij Mihajlov | Szovjetunió · Szovjetunió |
| 1960 Squaw Valley           | Jevgenyij Grisin            | Szovjetunió           |                   |             | Roald Aas Jevgenyij Grisin      | Norvégia · Szovjetunió    |
| 1964 Innsbruck              | Richard McDermott           | USA                   |                   |             | Antsz Antszon                   | Szovjetunió               |
| 1968 Grenoble               | Erhard Keller               | NSZK                  |                   |             | Cornelis Verkerk                | Hollandia                 |
| 1972 Szapporo               | Erhard Keller               | NSZK                  |                   |             | Adrianus Schenk                 | Hollandia                 |
| 1976 Innsbruck              | Jevgenyij Kulikov           | Szovjetunió           | Peter Mueller     | USA         | Jan Egil Storholt               | Norvégia                  |
| 1980 Lake Placid            | Eric Heiden                 | USA                   | Eric Heiden       | USA         | Eric Heiden                     | USA                       |
| 1984 Szarajevó              | Szergej Fokicsev            | Szovjetunió           | Gaetan Boucher    | Kanada      | Gaetan Boucher                  | Kanada                    |
| 1988 Calgary                | Uwe-Jens Mey                | NDK                   | Nyikolaj Guljajev | Szovjetunió | André Hoffmann                  | NDK                       |
| 1992 Albertville            | Uwe-Jens Mey                | Németország           | Olaf Zinke        | Németország | Johann Olav Koss                | Norvégia                  |
| 1994 Lillehammer            | Alekszandr Golubjov         | Oroszország           | Dan Jansen        | USA         | Johann Olav Koss                | Norvégia                  |
| 1998 Nagano                 | Simidzu Hirojaszu           | Japán                 | Ids Postma        | Hollandia   | Ådne Søndrål                    | Norvégia                  |
| 2002 Salt Lake City         | Casey Fitzrandolph          | USA                   | Gerard van Velde  | Hollandia   | Derek Parra                     | USA                       |
| 2006 Torino                 | Joey Cheek                  | USA                   | Shani Davis       | USA         | Enrico Fabris                   | Olaszország               |
| 2010 Vancouver              | MO Te Bum                   | Korea                 | Shani Davis       | USA         | Mark Tuitert                    | Hollandia                 |
| 2014 Szocsi                 | Michel Mulder               | Hollandia             | Stefan Groothuis  | Hollandia   | Zbigniew Brodka                 | Lengyelország             |
| 2018 Phjongcshang           |                             |                       |                   |             |                                 |                           |

### 5000 m,10 000m, csapat üldözőverseny
| Év, helyszín                | 5000 m               | 5000 m      | 10 000 m             | 10 000 m    | Csapat üldözőverseny                                                     | Csapat üldözőverseny |
| --------------------------- | -------------------- | ----------- | -------------------- | ----------- | ------------------------------------------------------------------------ | -------------------- |
| 1924 Chamonix               | Clas Thunberg        | Finnország  | Julius Skutnabb      | Finnország  |                                                                          |                      |
| 1928 St. Moritz             | Ivar Ballangrud      | Norvégia    |                      |             |                                                                          |                      |
| 1932 Lake Placid            | Irving Jaffee        | USA         | Irving Jaffee        | USA         |                                                                          |                      |
| 1936 Garmisch-Partenkirchen | Ivar Ballangrud      | Norvégia    | Ivar Ballangrud      | Norvégia    |                                                                          |                      |
| 1948 St. Moritz             | Reidar Liakliev      | Norvégia    | Åke Seyffarth        | Svédország  |                                                                          |                      |
| 1952 Oslo                   | Hjalmar Andersen     | Norvégia    | Hjalmar Andersen     | Norvégia    |                                                                          |                      |
| 1956 Cortina d’Ampezzo      | Borisz Silkov        | Szovjetunió | Sigvard Ericsson     | Svédország  |                                                                          |                      |
| 1960 Squaw Valley           | Viktor Koszicskin    | Szovjetunió | Knut Johannesen      | Norvégia    |                                                                          |                      |
| 1964 Innsbruck              | Knut Johannesen      | Norvégia    | Johnny Nilsson       | Svédország  |                                                                          |                      |
| 1968 Grenoble               | Fred Anton Maier     | Norvégia    | Johnny Höglin        | Svédország  |                                                                          |                      |
| 1972 Szapporo               | Adrianus Schenk      | Hollandia   | Adrianus Schenk      | Hollandia   |                                                                          |                      |
| 1976 Innsbruck              | Sten Stensen         | Norvégia    | Piet Kleine          | Hollandia   |                                                                          |                      |
| 1980 Lake Placid            | Eric Heiden          | USA         | Eric Heiden          | USA         |                                                                          |                      |
| 1984 Szarajevó              | Sven Tomas Gustafson | Svédország  | Igor Malkov          | Szovjetunió |                                                                          |                      |
| 1988 Calgary                | Sven Tomas Gustafson | Svédország  | Sven Tomas Gustafson | Svédország  |                                                                          |                      |
| 1992 Albertville            | Geir Karlstad        | Norvégia    | Bart Veldkamp        | Hollandia   |                                                                          |                      |
| 1994 Lillehammer            | Johann Olav Koss     | Norvégia    | Johann Olav Koss     | Norvégia    |                                                                          |                      |
| 1998 Nagano                 | Gianni Romme         | Hollandia   | Gianni Romme         | Hollandia   |                                                                          |                      |
| 2002 Salt Lake City         | Jochem Uytdehaage    | Hollandia   | Jochem Uytdehaage    | Hollandia   |                                                                          |                      |
| 2006 Torino                 | Chad Hedrick         | USA         | Bob de Jong          | Hollandia   | Matteo Anesi, Enrico Fabris, Ippolito Sanfratello                        | Olaszország          |
| 2010 Vancouver              | Sven Kramer          | Hollandia   | LI Szeung Hun        | Korea       | Mathieu Giroux, Lucas Makowsky, Denny Morrison, Francois-Olivier Roberge | Kanada               |
| 2014 Szocsi                 | Sven Kramer          | Hollandia   | Jorrit Bergsma       | Hollandia   | Jan Blokhuijsen, Sven Kramer, Koen Verweij                               | Hollandia            |
| 2018 Phjongcshang           |                      |             |                      |             |                                                                          |                      |

### Megszűnt versenyszám
| Év, helyszín  | Négytávú összetett | Négytávú összetett |
| ------------- | ------------------ | ------------------ |
| 1924 Chamonix | Clas Thunberg      | Finnország         |

## Nők

### 500 m, 1000 m, 1500 m
| Év, helyszín        | 500 m                | 500 m                 | 1000 m               | 1000 m      | 1500 m                | 1500 m      |
| ------------------- | -------------------- | --------------------- | -------------------- | ----------- | --------------------- | ----------- |
| 1960 Squaw Valley   | Helga Haase          | Egyesült Német Csapat | Klara Guszeva        | Szovjetunió | Ligyija Szkoblikova   | Szovjetunió |
| 1964 Innsbruck      | Ligyija Szkoblikova  | Szovjetunió           | Ligyija Szkoblikova  | Szovjetunió | Ligyija Szkoblikova   | Szovjetunió |
| 1968 Grenoble       | Ljudmila Tyitova     | Szovjetunió           | Carolina Geijssen    | Hollandia   | Kaija Mustonen        | Finnország  |
| 1972 Szapporo       | Anne Henning         | USA                   | Monika Pflug         | NSZK        | Dianne Holum          | USA         |
| 1976 Innsbruck      | Sheila Young         | USA                   | Tatjana Averina      | Szovjetunió | Galina Sztyepanszkaja | Szovjetunió |
| 1980 Lake Placid    | Karin Enke           | NDK                   | Natalja Petruszjova  | Szovjetunió | Annie Borckink        | Hollandia   |
| 1984 Szarajevó      | Christa Rothenburger | NDK                   | Karin Enke           | NDK         | Karin Enke            | NDK         |
| 1988 Calgary        | Bonnie Blair         | USA                   | Christa Rothenburger | NDK         | Yvonne van Gennip     | Hollandia   |
| 1992 Albertville    | Bonnie Blair         | USA                   | Bonnie Blair         | USA         | Jacqueline Börner     | Németország |
| 1994 Lillehammer    | Bonnie Blair         | USA                   | Bonnie Blair         | USA         | Hunyady Emese         | Ausztria    |
| 1998 Nagano         | Catriona LeMay-Doan  | Kanada                | Marianne Timmer      | Hollandia   | Marianne Timmer       | Hollandia   |
| 2002 Salt Lake City | Catriona LeMay-Doan  | Kanada                | Chris Witty          | USA         | Anni Friesinger       | Németország |
| 2006 Torino         | Szvetlana Zsurova    | Oroszország           | Marianne Timmer      | Hollandia   | Cindy Klassen         | Kanada      |
| 2010 Vancouver      | LI Szang Hva         | Korea                 | Christina Nesbitt    | Kanada      | Ireen Wüst            | Hollandia   |
| 2014 Szocsi         | LI Szang Hva         | Korea                 | CSANG Hong           | Kína        | Jorien Ter Mors       | Hollandia   |
| 2018 Phjongcshang   |                      |                       |                      |             |                       |             |

### 3000 m, 5000 m, csapat üldözőverseny
| Év, helyszín        | 3000 m                     | 3000 m      | 5000 m            | 5000 m      | Csapat üldözöverseny                                                                   | Csapat üldözöverseny |
| ------------------- | -------------------------- | ----------- | ----------------- | ----------- | -------------------------------------------------------------------------------------- | -------------------- |
| 1960 Squaw Valley   | Ligyija Szkoblikova        | Szovjetunió |                   |             |                                                                                        |                      |
| 1964 Innsbruck      | Ligyija Szkoblikova        | Szovjetunió |                   |             |                                                                                        |                      |
| 1968 Grenoble       | Johanna Schut              | Hollandia   |                   |             |                                                                                        |                      |
| 1972 Szapporo       | Christina Baas-Kaiser      | Hollandia   |                   |             |                                                                                        |                      |
| 1976 Innsbruck      | Tatjana Averina            | Szovjetunió |                   |             |                                                                                        |                      |
| 1980 Lake Placid    | Bjørg Eva Jensen           | Norvégia    |                   |             |                                                                                        |                      |
| 1984 Szarajevó      | Andrea Schöne-Mitscherlich | NDK         |                   |             |                                                                                        |                      |
| 1988 Calgary        | Yvonne van Gennip          | Hollandia   | Yvonne van Gennip | Hollandia   |                                                                                        |                      |
| 1992 Albertville    | Gunda Niemann              | Németország | Gunda Niemann     | Németország |                                                                                        |                      |
| 1994 Lillehammer    | Szvetlana Bazsanova        | Oroszország | Claudia Pechstein | Németország |                                                                                        |                      |
| 1998 Nagano         | Gunda Niemann-Stirnemann   | Németország | Claudia Pechstein | Németország |                                                                                        |                      |
| 2002 Salt Lake City | Claudia Pechstein          | Németország | Claudia Pechstein | Németország |                                                                                        |                      |
| 2006 Torino         | Ireen Wüst                 | Hollandia   | Clara Hughes      | Kanada      | Daniela Anschütz, Anni Friesinger, Claudia Pechstein                                   | Németország          |
| 2010 Vancouver      | Martina Sábliková          | Csehország  | Martina Sábliková | Csehország  | Daniela Anschütz-Thoms, Stephanie Beckert, Katrin Mattscherodt, Anna Friesinger-Postma | Németország          |
| 2014 Szocsi         | Ireen Wüst                 | Hollandia   | Martina Sábliková | Csehország  | Marrit Leenstra, Jorien Ter Mors, Lotte van Beek, Ireen Wüst                           | Hollandia            |
| 2018 Phjongcshang   |                            |             |                   |             |                                                                                        |                      |